# Gomilica
Gomilica (madžarsko Lendvaszentjózsef,) je naselje v Občini Turnišče. V Gomilici se je rodil prekmurski pisatelj Franc Kolenc.